# Italia nord-orientale
L'Italia nord-orientale, o semplicemente Nord-est, è quella parte di territorio dell'Italia settentrionale che nella definizione dell'Istat, adottata in seguito anche dall'Eurostat, comprende le regioni Emilia-Romagna, Friuli-Venezia Giulia, Trentino-Alto Adige e Veneto, con le ultime tre denominate anche Tre Venezie o Triveneto.

## Geografia
Confina a nord con l'Austria e la Svizzera, ad est con la Slovenia, a sud con la Liguria, la Toscana, le Marche ed il piccolo Stato di San Marino, ad ovest con la Lombardia e, per un brevissimo tratto col Piemonte. L'Emilia-Romagna, il Friuli-Venezia Giulia e il Veneto sono bagnati dal mare Adriatico.
L'Italia nord-orientale racchiude la maggior parte della pianura padano-veneta, attraversata dal Po, il più lungo fiume d'Italia, e comprende regioni altamente industrializzate e ad alta vocazione turistica. I comuni che sono posti ai limiti settentrionali, meridionali, orientali ed occidentale sono rispettivamente: Predoi, Casteldelci, San Dorligo della Valle e Ottone (il secondo e l'ultimo sono posti entrambi in Emilia-Romagna).

## Demografia
La popolazione residente nell'Italia nord-orientale ammonta a 11 597 719 abitanti al 31/12/2024.

### Regioni
| Regione               | Capoluogo | Abitanti  |
| --------------------- | --------- | --------- |
| Emilia-Romagna        | Bologna   | 4 426 929 |
| Friuli-Venezia Giulia | Trieste   | 1 192 191 |
| Trentino-Alto Adige   | Trento    | 1 075 317 |
| Veneto                | Venezia   | 4 838 253 |

### Comuni più popolosi
Di seguito si riporta l'elenco della popolazione residente nei comuni con più di 50 000 abitanti.
| #  | Comune        | Regione               | Abitanti |
| -- | ------------- | --------------------- | -------- |
| 1  | Bologna       | Emilia-Romagna        | 398 971  |
| 2  | Verona        | Veneto                | 255 588  |
| 3  | Venezia       | Veneto                | 250 369  |
| 4  | Padova        | Veneto                | 206 496  |
| 5  | Trieste       | Friuli-Venezia Giulia | 198 417  |
| 6  | Parma         | Emilia-Romagna        | 196 764  |
| 7  | Modena        | Emilia-Romagna        | 184 153  |
| 8  | Reggio Emilia | Emilia-Romagna        | 169 545  |
| 9  | Ravenna       | Emilia-Romagna        | 155 751  |
| 10 | Rimini        | Emilia-Romagna        | 149 211  |
| 11 | Ferrara       | Emilia-Romagna        | 129 340  |
| 12 | Trento        | Trentino-Alto Adige   | 118 046  |
| 13 | Forlì         | Emilia-Romagna        | 116 440  |
| 14 | Vicenza       | Veneto                | 109 823  |
| 15 | Bolzano       | Trentino-Alto Adige   | 106 107  |
| 16 | Piacenza      | Emilia-Romagna        | 102 465  |
| 17 | Udine         | Friuli-Venezia Giulia | 97 808   |
| 18 | Cesena        | Emilia-Romagna        | 95 778   |
| 19 | Treviso       | Veneto                | 84 607   |
| 20 | Carpi         | Emilia-Romagna        | 71 869   |
| 21 | Imola         | Emilia-Romagna        | 69 121   |
| 22 | Faenza        | Emilia-Romagna        | 58 710   |
| 23 | Pordenone     | Friuli-Venezia Giulia | 51 725   |

## Economia
A partire dal dopoguerra, cioè dagli anni cinquanta del Novecento, questa zona ha avuto una notevole crescita economica. Basti pensare che, secondo i dati di Eurostat del 2005, ponendo a 100 il coefficiente che calcola la media dei livelli di sviluppo economico di tutte le regioni dell'Unione europea, l'intero Nord-Est italiano totalizzava una media di 125 a fronte del 127 dell'Italia nord-occidentale, del 118 dell'Italia centrale, del 69 dell'Italia meridionale e del 70 dell'Italia insulare. Sempre secondo i dati Eurostat la classifica di indice economico interno è la seguente:
- Provincia autonoma di Bolzano - 136,7
- Emilia-Romagna - 128,1
- Veneto - 123,6
- Provincia autonoma di Trento - 122,7
- Friuli-Venezia Giulia - 117,7

Ecco i dati di andamento dell'economia delle singole regioni componenti il Nord-Est dal 2000 al 2006:
- Emilia-Romagna

|                                              | 2000      | 2001      | 2002      | 2003      | 2004      | 2005      | 2006      |
| -------------------------------------------- | --------- | --------- | --------- | --------- | --------- | --------- | --------- |
| Prodotto Interno Lordo (Milioni di Euro)     | 106 215,6 | 110 431,6 | 113 722,5 | 116 548,1 | 120 544,4 | 123 928,3 | 128 795,3 |
| PIL ai prezzi di mercato per abitante (Euro) | 26 849,9  | 27 778,7  | 28 378,1  | 28 739,0  | 29 287,5  | 29 722,6  | 30 626,2  |

- Friuli-Venezia Giulia

|                                              | 2000     | 2001     | 2002     | 2003     | 2004     | 2005     | 2006     |
| -------------------------------------------- | -------- | -------- | -------- | -------- | -------- | -------- | -------- |
| Prodotto Interno Lordo (Milioni di Euro)     | 27 255,0 | 28 908,9 | 29 938,7 | 30 384,4 | 31 411,3 | 32 739,2 | 34 306,3 |
| PIL ai prezzi di mercato per abitante (Euro) | 23 101,4 | 24 449,3 | 25 209,4 | 25 428,4 | 26 143,4 | 27 135,7 | 28 342,9 |

- Trentino-Alto Adige/Südtirol

|                                              | 2000     | 2001     | 2002     | 2003     | 2004     | 2005     | 2006     |
| -------------------------------------------- | -------- | -------- | -------- | -------- | -------- | -------- | -------- |
| Prodotto Interno Lordo (Milioni di Euro)     | 25 356,7 | 25 953,9 | 26 702,1 | 27 647,2 | 28 909,4 | 29 707,5 | 30 810,6 |
| PIL ai prezzi di mercato per abitante (Euro) | 27 218,4 | 27 681,5 | 28 251,4 | 28 922,8 | 29 876,4 | 30 348,2 | 31 152,4 |

- Veneto

|                                              | 2000      | 2001      | 2002      | 2003      | 2004      | 2005      | 2006      |
| -------------------------------------------- | --------- | --------- | --------- | --------- | --------- | --------- | --------- |
| Prodotto Interno Lordo (Milioni di Euro)     | 111 713,5 | 116 334,1 | 118 886,3 | 124 277,6 | 130 715,9 | 133 488,0 | 138 993,5 |
| PIL ai prezzi di mercato per abitante (Euro) | 24 842,9  | 25 742,2  | 26 108,2  | 26 957,1  | 27 982,2  | 28 286,7  | 29 225,5  |

Il settore primario è molto sviluppato in quanto il Veneto e l'Emilia-Romagna sono per buona parte situati nella Pianura Padana, offrendo grandi produzioni di frutta e ortaggi. In Emilia-Romagna il settore agricolo è al primo posto in Italia per esportazioni ed è assai diffuso l'allevamento dei suini e dei bovini oltre ad un buon numero di prodotti DOP e IGP. Il Trentino-Alto Adige è un grande produttore di mele.
Il settore secondario è anch'esso sviluppato, in tutte e quattro le regioni, presentando una produzione industriale a 360 gradi per tutti i tipi di prodotti, dal tessile (Treviso, Carpi e Rimini), all'alimentare (Bologna, Modena e Parma), al manifatturiero (Vicenza), all'ottico (Belluno), al ceramico (Sassuolo) e al metalmeccanico (Bologna e Modena). Le aziende sono di piccole e di medie dimensioni, eccezion fatta per i grandi gruppi operanti nel settore dell'abbigliamento come Benetton o Max Mara, dell'agroalimentare (Barilla o Cremonini), nel campo ottico Luxottica o Safilo e motoristico come Ducati, Ferrari, Aprilia, Lamborghini e Maserati. In Emilia-Romagna sono assai diffuse le cooperative e le aziende a conduzione familiare che hanno saputo dare vita ad un settore secondario assai sviluppato. Nel Bolognese è fiorente l'industria elettronica (Datalogic).
Il settore terziario è di primaria importanza, parte fondamentale è il turismo che grazie a città come Venezia, Verona, Bologna, Padova e Cortina d'Ampezzo porta alle rispettive regioni molti fondi. Da non dimenticare sono poi la Riviera romagnola e la Riviera Veneta, meta da oltre cinquant'anni del turismo di massa nazionale e straniero. Importante è anche il settore dei servizi con Padova e Trieste. Il capoluogo del Friuli-Venezia Giulia dispone del più grande porto marittimo italiano, mentre Bologna è tra le principali stazioni ferroviarie per quanto riguarda passeggeri e trasporto merci (la stazione di Bologna Centrale è quinta a livello nazionale per trasporto viaggiatori, mentre Bologna San Donato è stato il maggiore scalo di smistamento ferroviario italiano e uno dei maggiori al mondo).
Il polo fieristico di Bologna è secondo solo a Milano per importanza nazionale.
Il reddito pro capite è il più alto a livello nazionale e tra i più alti a livello europeo, con servizi sanitari, scolastici e assistenziali di elevati livelli qualitativi. In particolare, secondo una statistica di giugno 2007 condotta da Unioncamera, Bologna e Modena sono risultate rispettivamente la terza e la quarta città più ricche d'Italia, dietro solo a Milano e Biella. Nella classifica annuale sulla qualità della vita del quotidiano Il Sole 24 Ore Bologna è risultata essere nel 2000 la città italiana col più alto tenore di vita e il migliore indice di vivibilità.
Stando ai dati del 2007 l'Italia nord-orientale è la quinta macroregione più importante d'Europa per l'industria, l'ottava per finanza ed immobiliare e la settima per commercio, trasporti e turismo.